# Dead or Alive Xtreme 3
Dead or Alive Xtreme 3 est un jeu de simulation développé par Team Ninja et publié le 24 mars 2016 au Japon. La version PlayStation 4 est sous-titrée Fortune et la version PlayStation Vita Venus. Les deux ont pour la plupart les mêmes caractéristiques.
La version Fortune est compatible PlayStation VR.

## Personnages
Les dix personnages jouables ont été choisies par vote. Les résultats ont été annoncés lors du Tokyo Game Show 2015,.
1. Marie Rose (17,6 %)[6]
2. Honoka (14,9 %)
3. Kasumi (12,0 %)
4. Ayane (8,2 %)
5. Kokoro (8,0 %)
6. Nyotengu (7,6 %)
7. Hitomi (5,9 %)
8. Momiji (5,1 %)
9. Helena Douglas (4,9 %)
10. Leifang (4,7 %)

Non retenues
11. Tina (3,9 %)
12. Mila (2,6 %)
13. Rachel (1,8 %)
14. Christie (1,5 %)
15. Lisa (1,4 %)
Nouveaux personnages :
Misaki
Luna
Tamaki
Fiona
Personnage Non Jouable :
Zack

## Accueil
- Gameblog : 4/10 (PS4)[7] - 4/10 (PSV)[2]
- Gamekult : 3/10 (PSV)[8]
- JeuxActu : 13/20 (PS4)[9]